# 루이페르디낭 셀린
루이 페르디낭 데투슈(Louis Ferdinand Destouches), 필명 루이 페르디낭 셀린(Louis-Ferdinand Céline 듣기 (도움말·정보))은 1894년 5월 27일 쿠르브부아에서 태어나 1961년 7월 1일 뫼동에서 사망한 프랑스의 작가이자 의사로, 보통 그의 필명을 줄인 셀린(Céline)으로도 잘 알려져있다. 셀린은 1932년 출판된 <밤 끝으로의 여행>의 저자로 특히 유명한데, 같은 해 이 작품으로 르노도상을 수상했다.
셀린은 비속어에서 빌려온, 일상어의 즉각적인 감정에 접근하는 경향이 있는 함축적이고 사적(私的)이면서도 매우 공들인 문체를 도입한 것으로, 조지 스타이너에 따르면, "현대 소설사에 있어서 결정적인 역할을 한 이례적인 영향력을 지닌", 20세기 프랑스 문학의 가장 위대한 혁신자 중 한 명으로 평가받는다. 셀린의 문체에 관해서 쥘리앵 그라크는 "셀린의 소설에서 내게 가장 인상 깊었던 것은 바로 일상적인 언어로부터 완전히 인공적인 — 완전히 문학적인 — 언어를 구성하는 데에 그가 사용한 매우 적절하고 효과적인 용법이다."라고 말하기도 했다.
셀린은 자신의 반유대주의 사상으로도 유명한데, 그는 1937년부터 (<학살을 위한 바가텔>이 출판된 해) 악의에 찬 비방글을 출판하며 제2차 세계 대전에서 독일이 프랑스를 점령할 동안 독일 보안국과 친독파와도 가까이 지냈다. 셀린은 비시 정부와 함께 1944년 지크마링엔으로 망명한 마지막 "극우" 망명자 중 하나이며, 이 망명은 1957년 출판된 그의 소설 <성에서 성으로>에 영감을 주었다.

## 생애

### 파리에서 보낸 젊은 시절
루이 페르디낭 데투슈는 쿠르브부아 퐁드뇌이 경사로 11 (현 프레지당폴두메르의 도로변)에서 페르디낭 데투슈와 마르그르트 기요의 외동 아들로 태어났다. 아버지 페르디낭 데투슈(르 아브르, 1865 - 파리, 1932)의 친가는 르 아브르에 거주하던 노르망디 출신 교직자와 소상인 집안이었고 외가는 브르타뉴 출신이었으며, 어머니 마르그리트 기요(파리, 1868 - 파리, 1945)는 브르타뉴 출신의 파리 지방으로 이주한 장인・소상인 집안의 딸로 양품점 주인이었다.
셀렌은 보모한테 맡겨지기 전인 1894년 5월 28일 세례를 받았다. 셀린의 아버지는 작가의 정확한 단어로 말하자면 보험 회사 “통신 담당” 직원이었는데, 그는 (훗날 쥘 바르베 도르비이의 작품으로 사람들의 기억 속에 남게 된 기사 데투슈의 후손이라고 셀린이 주장한) 귀족의 후손이라 자부했다. 셀린의 어머니는 슈아죌 상점가의 작은 가게에서 레이스를 파는 상인이었다.

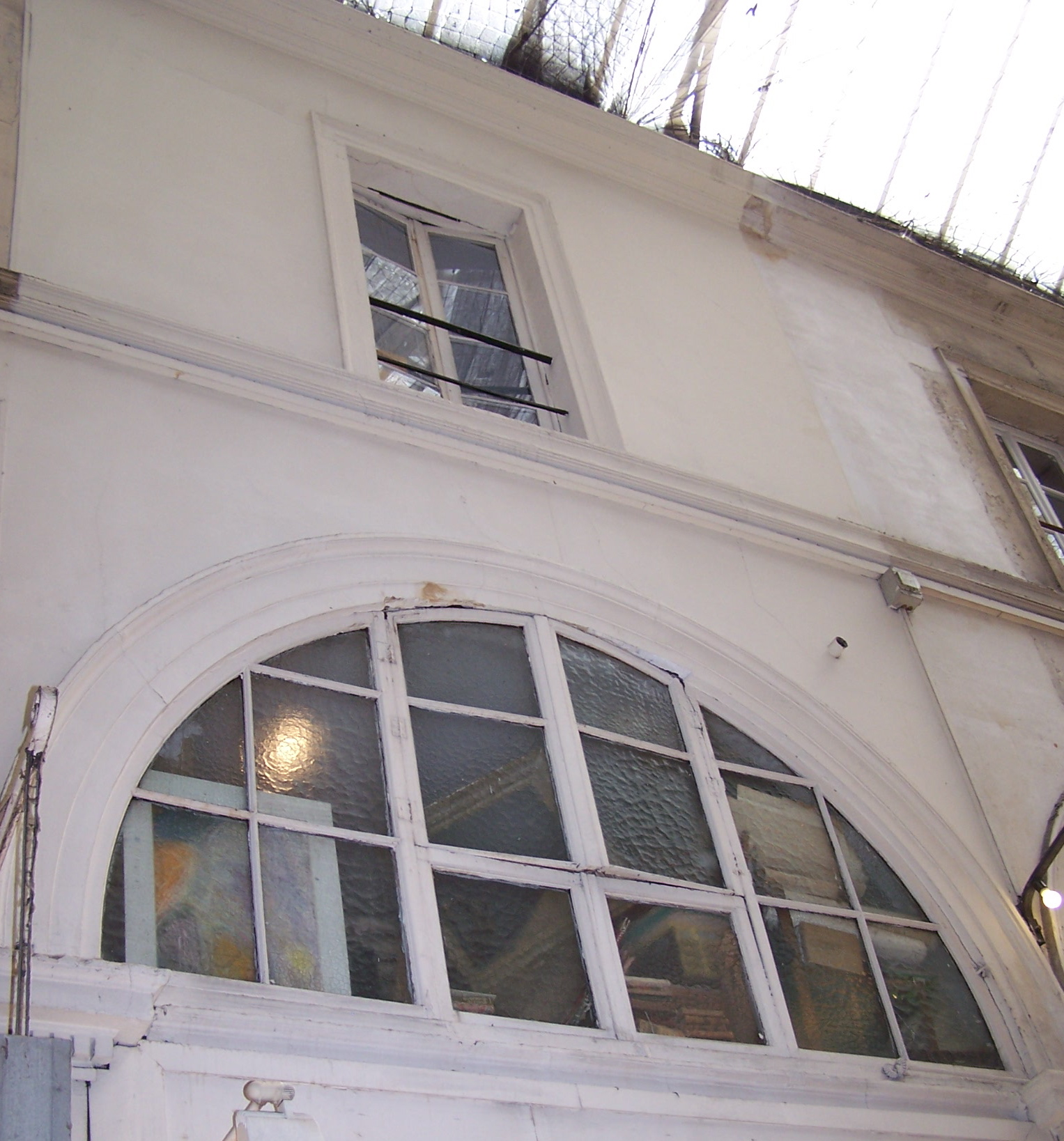
루이 데투슈가 어린시절을 보낸 슈아죌 상점가 64

셀린 가족은 1897년 파리로 이사 가서 처음에는 바빌론 가에 거주하다가 이후 간느롱 가에, 마지막으로 1899년 여름, 오페라 구에 있는 슈아죌 상점가에 자리를 잡았고 셀린은 그가 20세기가 시작할 무렵 수많은 가스등으로 빛나던 상점가의 조명에 빗대어 “가스 종(鐘)”이라 일컬은 그곳에서 유년기 전부를 보낸다. 1900년 셀린은 루부아 공원의 공립 학교에 입학한다. 5년 후, 그는 공교육으로 복귀하기 전 1년 동안 가톨릭 학교에 들어간다.
셀린은 독일 디폴츠에서 1년, 그 다음 칼스루어에서, 이후 영국에서 언어 습득을 했지만 대체로 초보적인 교육을 받았다고 할 수 있다. 청소년기 그는 특히 보석 가게에서 일하는 등 소일거리를 하였고, 1912년 9월 28일 18살의 나이로 일찍 입대하여 3년 간 군 복무를 했다.

### 제1차 세계 대전과 아프리카

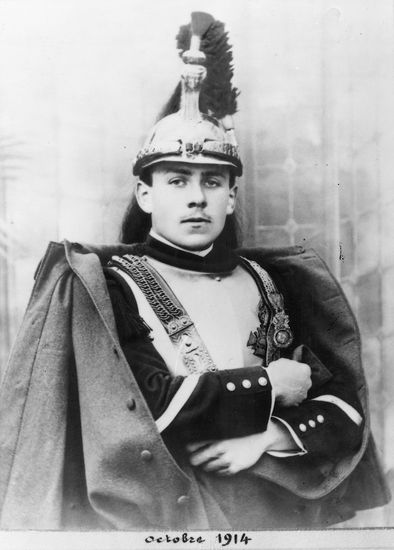
군인 시절 루이 페르디낭 데투슈. 1914년 10월.

셀린은 랑부예에 위치한 제12 흉갑기병 연대에 배속되었다. 그는 유년 시절 기억을 <외상 죽음>에 군 시절 기억을 <밤 끝으로의 여행>과 <전쟁> (1949)을 쓰는 데 활용하게 된다.
셀린은 1913년 병장이 되며, 1914년 5월 5일 하사관으로 승급한다. 그런고로 그는 20살 생일 몇 주 전에 부사관이 되었다. 3개월 후 그의 연대는 플랑드르옥시당탈에서 제1차 세계 대전의 첫 전투에 참전한다.
포엘카펠 구역에서 — 그 스스로 집요하게 꾸며낸, 두개골에 구멍이 뚫렸다는 전설과는 반대로 머리를 다친 것이 아니라 — 팔을 심하게 다치며 위험한 연락병 일을 한 공로로 1914년 11월 24일 셀린은 전투 메달과, 소급하여 은별로 장식된 무공 훈장을 수여받는다. 이 전공은 <릴리스트레 나시요날>에 상세히 기재된다.
1915년 1월에 재수술을 받은 셀린은 전투 수행에 있어 부적절하다고 판정되어 런던 프랑스 영사관(당시 계엄령으로 프랑스군이 영사관을 관리했다.)에 여권과 공익으로 재배치 되었고, 이후 부상으로 인하여 팔의 70%를 못쓰게 되었다고 판정되어 제대한다. (셀린은 <성에서 성으로>에서처럼 "75% 손상되었다"고 자칭한다.) 전쟁 경험은 셀린은 파시즘과 비관론의 형성에 결정적인 역할을 하였다.
셀린은 런던에서 수잔 느부와 1916년 1월 19일 결혼한다. 이 결혼은 영사관에 신고되지 않았고, 호적상으로는 독신이었던 셀린은 혼자 프랑스로 돌아온다. 셀린은 곧바로 무역 회사와 계약하여 카메룬으로 간 뒤, 1916년 4월부로 플랜테이션 감독일을 시작한다. 병이 난 그는 1917년 4월 프랑스로 돌아가고자 배를 탔고 그 와중에 그는 단편 소설 <파도>를 쓴다. 그는 1917년 6월에 프랑스에 도착한다.
그는 1917년부터 1918년까지 다방면의 글을 쓰던 작가 앙리 드 그라피니와 함께 일을 하게 된다. 그라파니는 작가가 <외상 죽음>에서 등장인물 쿠르시알 데 프레르를 만드는 데에 영감을 주었다. 록펠러 재단에 고용된 둘은 1918년 결핵 예방 운동을 하고자 브르타뉴로 떠난다.

### 의사가 되다

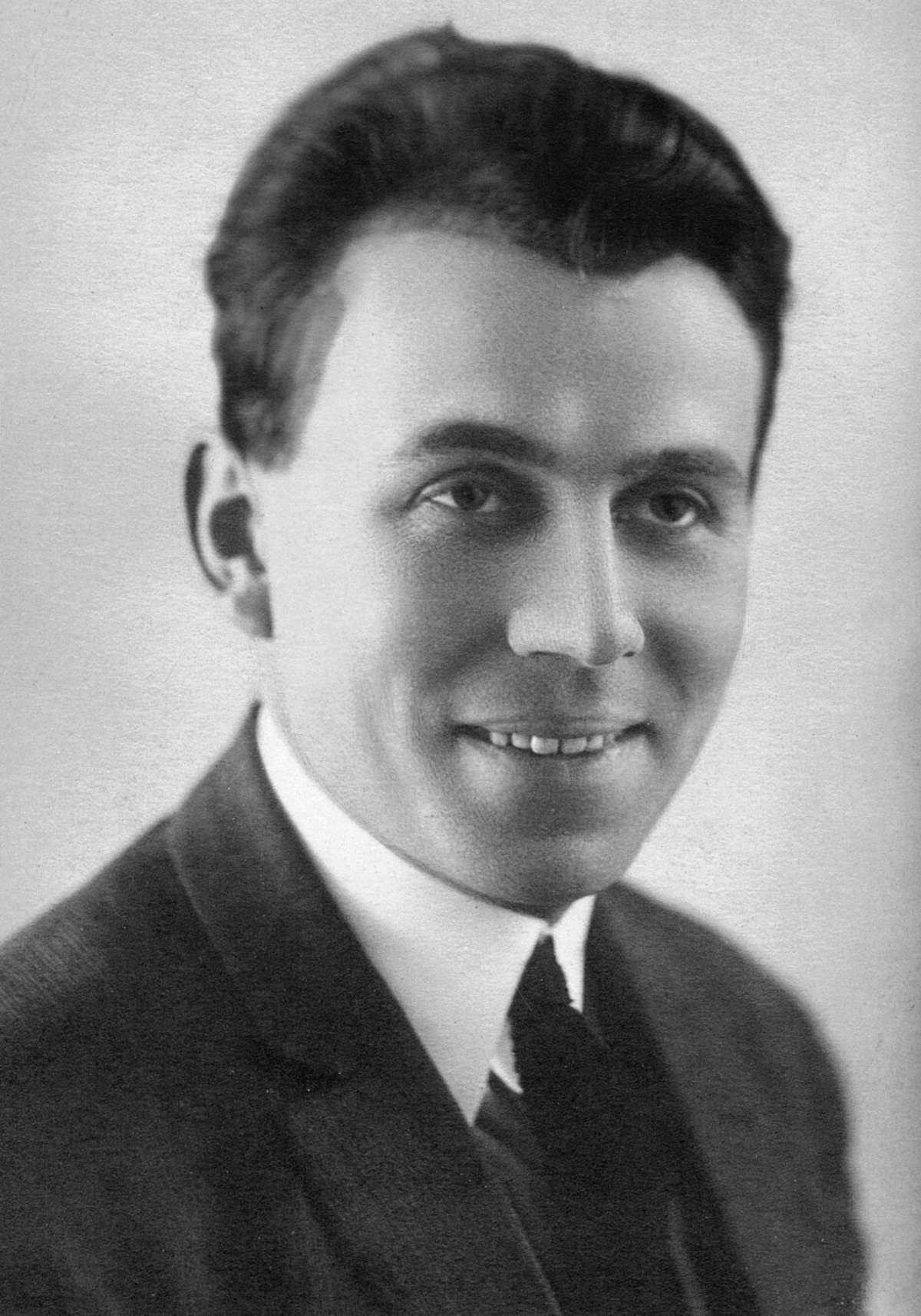
1920년대 루이 페르디낭 데투슈

전후, 루이 페르디낭 데투슈는 렌에서 자리를 잡는다. 데투슈는 렌 의대 총장의 딸, 에디트 폴레(Édith Follet)와 1919년 8월 10일 코트뒤노르의 캥탱에서 결혼한다. 그곳에서 데투슈의 하나 뿐인 딸인 콜레트 데투슈(Colette Destouches; 1920년 6월 15일 - 2011년 5월 9일)가 태어난다. 데투슈는 바칼로레아를 준비하며 1919년 합격하여, 이후 1920년부터 1924년까지 브르타뉴, 아르덴, 르뱅에서의 인턴 일 같은, 참전 용사에게 할당된 감량 과목의 혜택을 입으며, 의학 공부를 계속한다.
데투슈의 의사 학위 논문, ≪필리프 이그나츠 제멜바이스의 삶과 작품≫(1924년 발표)은 훗날 그의 첫 문학 작품으로 평가 받는다. 그는 뒤이어 의학 서적, ≪치료용 키니네≫(1925)를 집필한다. 의사 학위 취득 후 데투슈는 라이크만 교수가 설립하고 운영한, 국제연맹 위생국에 보조금을 내던 제네바의 록펠러 재단에 고용된다.
데투슈의 가족은 가장을 따라 제네바에 함께 가지 않았다. 데투슈는 의사들과 함께 아프리카나 아메리카로 수차례 출장을 갔다. 이 같은 출장은 데투슈에게 디트로이트에서 36시간도 안되는 체류 기간 동안 포드 공장을 방문할 기회를 주었는데, 이 시간 동안 그는 포드주의와 특히 산업화에 대하여 깊은 인상을 느꼈다. 세간의 풍문과는 다르게, 그는 디트로이트 포드 자동차 회사의 의학 고문이었던 적이 없었다.
국제 연맹과의 계약에서 달라진 게 없던 고로, 데투슈는 파리 교외의 병원을 사서 얽매이지 않는 의사 수련을 할 계획을 세운다. 데투슈는 결국 브종 진료소에서 일하게 되며, 임용 후 36,000 프랑을 받게 된다. 데투슈는 이곳에서 알베르 세루이(Albert Sérouille)를 만나게 되고 세루이의 저서 ≪브종 변천사≫의 서문을 써주기까지 한다.
자신의 수입을 보충하고자 데투슈는 광고 기획자로, 전문직 약사로서 다양한 부업을 (1933년 그는 나중에 바즈도빈(Basedowine)이라는 이름으로 상품화될 바제도 병의 처방을 구상한다.) 하는 동시에, 세 곳의 제약 회사에서 외판원으로 일하기까지 한다.

### 엘리자베스 크레이그
1926년 셀린은 제네바에서 자신의 인생에서 가장 열렬히 사랑한 미국인 무용수 엘리자베스 크레이그 (1902-1989)를 만난다. 셀린은 그녀를 두고 "여제"라고 칭하며 <밤 끝으로의 여행>을 헌정한다. 크레이그는 셀린을 따라서 파리 르픽가 98로 가게 되나, 1933년 <여행>이 출판하고 얼마 지나지 않아 그를 떠난다. 셀린은 크레이그를 찾으러 캘리포니아로 떠났지만 그녀가 유대인 벤 탠켈과 결혼했음을 알게 된다. 이 사건 이후 크레이그에 관한 소식은, 평론가 장 모니에가 그녀를 찾은 지 며칠 뒤에 미국 대학 교수 알퐁스 쥘런드가 그녀를 찾아낸 1988년까지 들리지 않는다. 인터뷰에서 크레이그는 나이 때문에 자신의 외모를 잃어버리는 것이 두려워 더 이상 밖에 모습을 보이지 않는다고 말했다..

### 작가가 되다

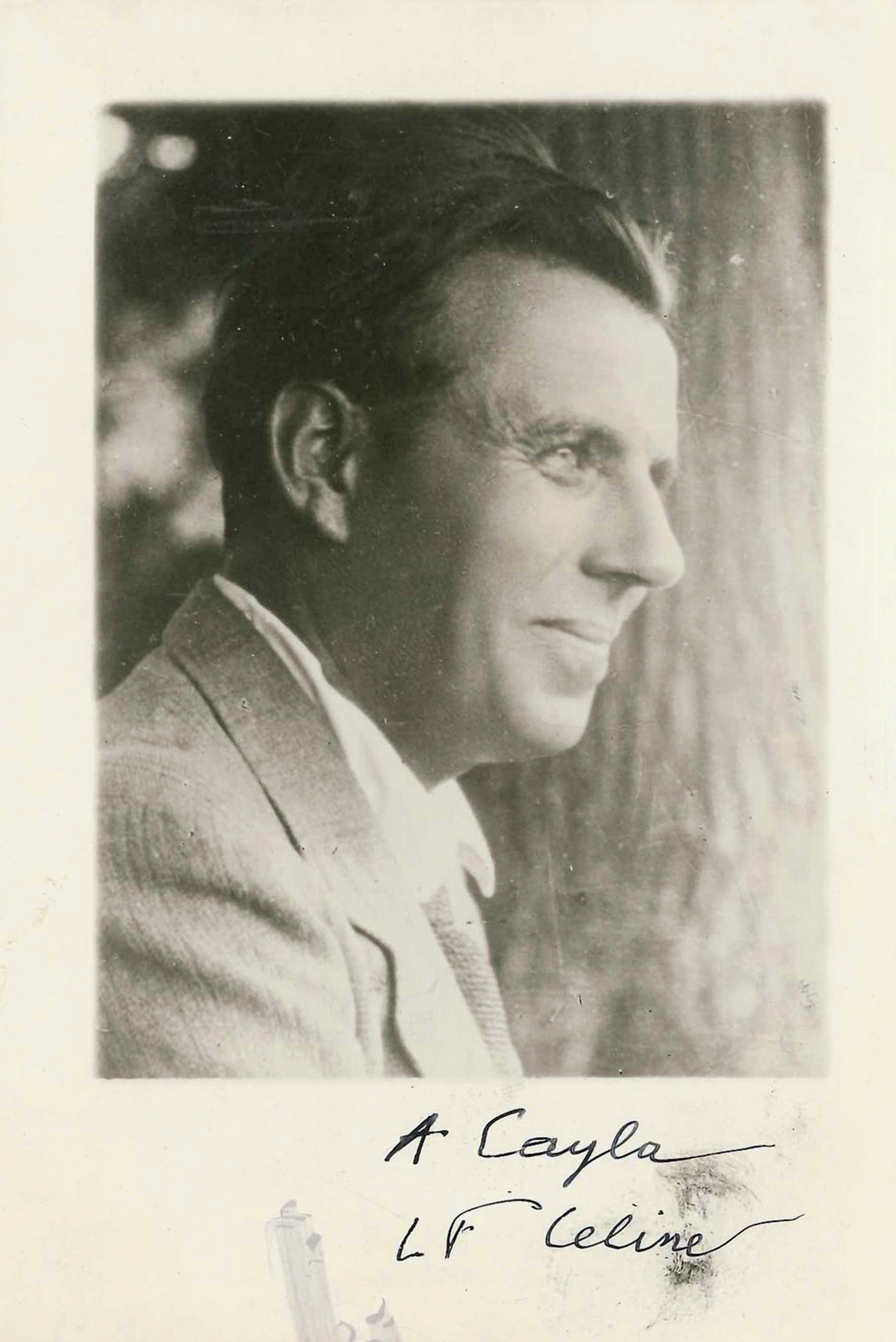
앙리 마뉘엘이 촬영한 셀린.
(1930년대)

여타 작가들처럼 셀린은 자신에 관한 일련의 신화를 교묘히 구축했다. <밤 끝으로의 여행>을 쓸 무렵 셀린은 우리가 그에 관하여 품은 자유로운 영혼이라는 이미지와는 반대되게 <라 프레스 메디칼>이라는 의학 학술지에 글들을 기고했다.
1928년 5월 학술지에 실린 두 논문 중 첫 번째 글에서 셀린은 그가 “존재의 쇠락”이라고 표현한 “육체적・정신적으로 결함이 있는 노동자”들을 고용하길 선호한 미국인 기업가 헨리 포드의 경영 방식을 찬양했다. 셀린은 이 같은 “비판적인 감각과 기본적인 자존심마저 결여돼있는 노동자들은 그 누구보다도 뛰어나게 자신의 일을 체념하고 받아들이는 안정적인 인력 자원”이라고 말한다. 셀린은 “항상 천박하고 거의 처참하며 다소 전통적이고 문학적인 명분 하의” 유럽에서는 이 같은 일들이 없다는 사실에 한탄한다.
셀린은 자신의 삶을 바탕으로 그의 소설 가운데 가장 유명한 <밤 끝으로의 여행> (1932년 10월 15일)에 등장하는 안티히어로, 페르디낭 바르다뮈의 모험을 써내려간다. 그의 첫 작품은 큰 반향을 일으켰다. 세간의 혼란스럽고 당황스런 반응은 열광적인 찬사와 섞였다. 이 소설로 셀린은 공쿠르상에는 떨어졌으나 (이 일은 뤼시앵 데카브로 하여금 공쿠르 평가위원을 사임하게 된다. 데카브는 1939년까지 위원직을 맡지 않게 된다.) 르노도상을 받았다. 그는 서점에서의 큰 성공을 맛본다.

### 반유대주의 "팸플릿" 시기
셀린이 예술 비평가이자 번역가로 벨트-디엔스트(나치의 범세계적 반프리메이슨· 반유대적 프로파간다 부서로 셀린에게도 관련 정보를 제공하였음)에서 일하던 아르튀르 판스틸과 접촉할 무렵인 1930년대 말, 셀린은 맹렬히 반유대주의적인 두 팸플릿, <학살을 위한 바가텔>(1937)과 <시체들의 학교>(1938)를 출간한다.
셀린은 왈테르 스트로스 박사에게 보낸 편지에서 이 작품에 대하여 스스로 다음과 같이 표현했다.
| “ | 제가 얼마전 가증스런 반유대주의 책 한 권을 출간했는데, 당신에게 이 책을 드립니다. 저는 유대인의 제일가는 적입니다. | ” |

1930년대 말부터 셀린은 프랑스 친나치 극우파에 가까워져 갔다. 특히 그는 루이 다르키예 드 펠르푸아의 <라 프랑스 앙셰네> 잡지사 사람들과 가까이 지냈다.
1939년 5월 10일 셀린과 로베르 드노엘은 <학살을 위한 바가텔>과 <시체들의 학교> 출판을 그만 두기로 했다. 1939년 4월 21일 마르샹도 법의 통과로 이와 같은 결정을 내린 것이다. 이 법은 셀린의 팸플렛을 직접적으로 노린 것은 아니나, 소수 인종을 보호하고 인종차별・반유대주의에 관한 출판을 막는 것이 목적이었다.
- 하단 참조 : 정치, 인종차별과 반유대주의.

### 점령기
점령기 동안 셀린은 직접 기사를 기고하진 않았으나 친독파 신문에 편지를 보냈고 그 중 몇 개는 게재된다. 셀린은 그 편지에서 격렬한 반유대주의를 보였고 친나치 작가로 자리매김한다. 이외에도 – 오랜 기간 과소평가 되어온 역할로 – 셀린은 점령기 동안 나치 독일 첩보 기관의 적극적인 요원으로 활동해 온 것이 알려져 있다.
공식적인 증거는 없으나 에밀 브라미는, 피에르앙드레 타기에프와 안니크 뒤라푸르와 함께 셀린이 독일 선전부에 돈을 받고 일하는 요원이었으며 그는 ‘최종적 해결’에 대해 알고 동의했을 것이라고 제시한다.
1941년 3월 7일, 주간지 <주 수이 파르투>는 셀린과의 인터뷰를 개재했다.
| “ | 유대인에 관해 나는 최근의 두 책에서 최선을 다해 썼다... 그들은 지금 덜 오만하고 허세도 덜 부린다. 센에우아즈 의사들의 비서로 일하는 멘츠키에트즈비츠크(Menckietzwick)는 거기서 예외이다... 나는 사실 한 부인이 "유대인의 시대, 그들은 잘도 갉아먹었지!"라고 말하는 것을 들었다 | ” |

<우리의 투쟁 - 새 사회주의 프랑스를 위하여> 4호 (1941년 9월)에서, 앙드레 쇼메는 독자들에게 <학살을 위한 바가텔>의 짧은 단락들을 <셀린이 우리에게 유대인에 관하여 말하다...> (1937)라는 제목으로 발췌하여 보여준다.
| “ | 유대인의 의기양양함은 바로 인색함이다! 잘도 성공했다! 우리에겐 한탄의 세상! 20만의 잘 훈련된 순교자들이 바로 그 원인이다! 갑작스레 등장한, 창백한, 모욕받은 밤의, 고통의 세기의 박해자들! | ” |

### 망명: 지크마링엔으로, 이후 덴마크로
1944년 6월 6일 연합군의 노르망디 상륙 이후 셀린은 두려워하며 며칠 뒤인 6월 17일 아내 뤼세트와 함께 프랑스를 떠난다. 셀린은 원고들은 내버려두고, 위조 서류와 시안화 수은 알약 두 정과 뤼세트의 속옷 안에 꿰매 넣은 몇 백만 가까이 되는 프랑을 가져간다. 부부는 나치 외무부가 비시 정부의 주요 잔당들에게 거처를 제공하기 위해 막 징용한 바덴바덴의 브레너 파르크 호텔에서 재회한다.
덴마크로 가는데 필요한 비자를 얻지 못한 채, 둘은 베를린으로 이송 되었다가 이후 베를린 북서쪽으로 약 50km정도 떨어진 크랜츨린(셀린의 소설 <북쪽>에서는 초른호프로 나오는)으로 이송 되었다.
비시 망명 정부가 지크마링엔에서 편성되고 있단 소식을 들은 셀린은 과거 비시 정부의 대변인이자 후에 그 정부를 주재하게 될 페르낭 드 브리농에게 지크마링엔에서 의사직에 종사하겠다고 약속한다. 페르낭은 그것을 받아들인다. 셀린은 열차를 타고 지크마링엔으로 갔다. 그는 <리고동>에서 이 여정에 관하여 상세히 다룬다. 1944년 10월 말, 셀린은 아내와 키우던 고양이 베베르와 함께 지크마링엔 성에 자리를 잡게 되고, 최후의 페탱주의자들과 비시 체제 시절 고위 관료들과 친하게 지낸다. 그는 <성에서 성으로>에서 이 일화를 다룬다.
1945년 3월 18일, 셀린은 마침내 로렌 출신 헤르만 비클러의 도움으로 덴마크 비자를 받게 된다. 그는 1945년 3월 22일 지크마링엔을 떠나 5일 뒤 코펜하겐에 도착한다. 여전히 독일군에 의해 점령된 덴마크에서, 셀린은 자신의 옛 정부이자 무용수로 1942년 코펜하겐 은행으로 금괴를 보내 그의 자금 지원을 해준 카렌 마리 얀센의 아파트에 자리를 잡는다. 셀린은 금괴를 회수하여 암시장에서 덴마크 크로네로 환전한다.

### 프랑스로 돌아오다

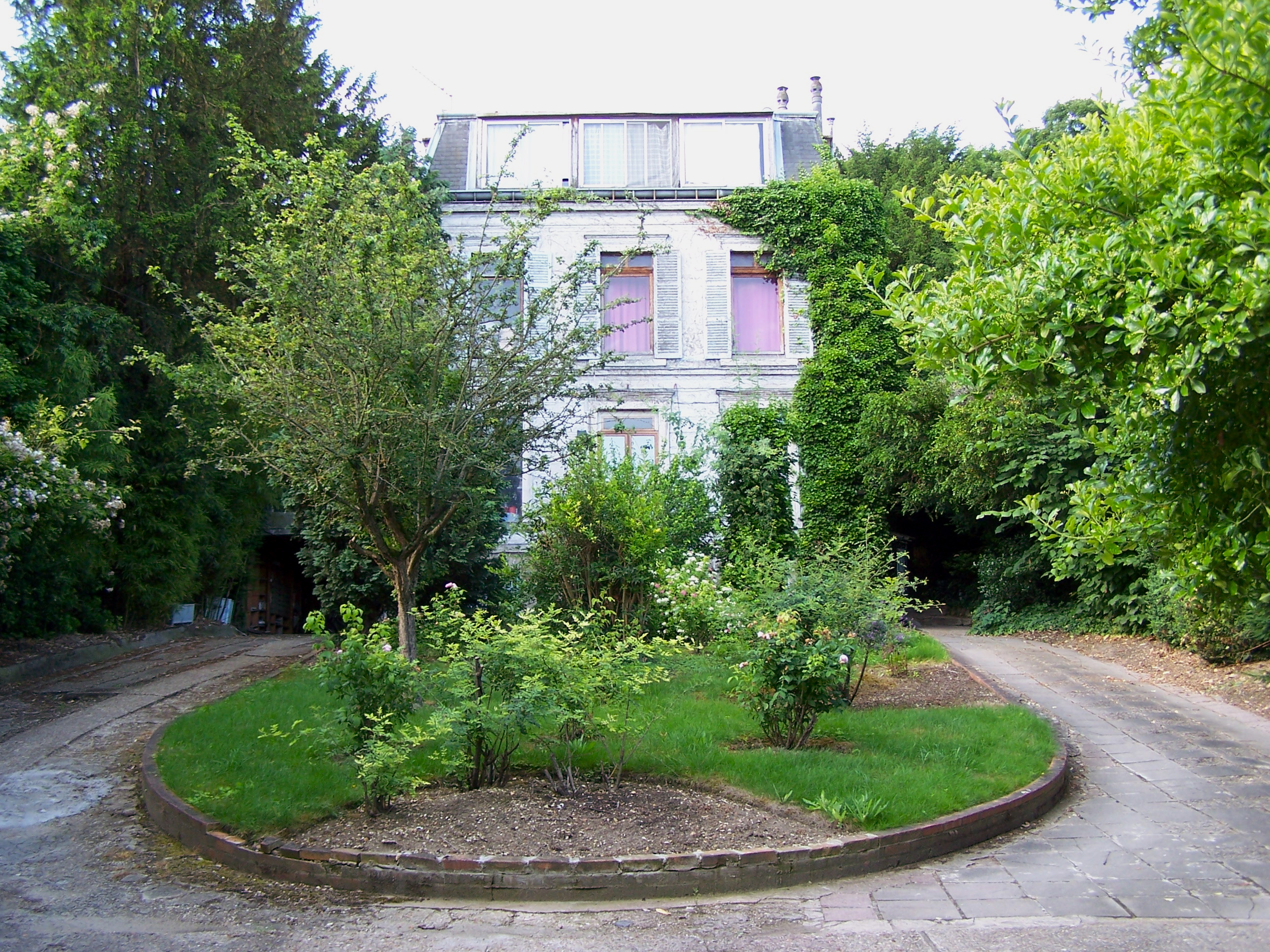
셀린과 아내 뤼세트가 거주한 뫼동 가르드 로의 저택. 2012년 모습.

다음해 여름 코펜하겐에서 돌아온 셀린과 아내 뤼세트(혼전명 뤼시 알망소르, 1912-2019) — 둘은 1943년 2월 15일 파리 18구에서 결혼했다 — 는 1951년 7월 니스의 친구 집에서 살게 된다. 셀린의 소설을 출간하던 로베르 드노엘이 1945년 여름에 살해당한 고로, 셀린은 같은 달 가스통 갈리마르(인세의 18%를 요구했다)와 <다음 번을 위한 몽환극>의 출간과 <밤 끝으로의 여행>, <외상 죽음>과 기타 작품의 재출간에 관하여 5백만 프랑의 계약을 맺었다.
같은 해 10월 셀린 부부는 오드센(당시 센에우아즈 주(州)) 뫼동 가르드 로에 위치한 낡은 건물로 이사한다. 파리 지역 의학 박사로 의사(醫師)회에 등록한 L. -F. 데투슈 의사는 저택을 둘러싼 울타리에다 직함을 새긴 명판을 박으며, 저택에서 고전 무용과 고전 활자를 가르치던 아내 뤼세트 알망조르의 명판도 세웠다. 수년 간 셀린은 1957년 자신의 망명 생활을 미화한 "독일 삼부작" 덕으로 성공할 때까지 갈리마르가 가불해 준 돈으로 살았다.
따로따로 출판되어 성공을 거둔 세 편의 소설 <성에서 성으로>(1957), <북쪽>(1960), <리고동>(1969)은 사실 하나의 소설을 이루고 있는데, 셀린 본인이 직접 소설의 등장 인물이자 화자로 등장한다.

### 죽음

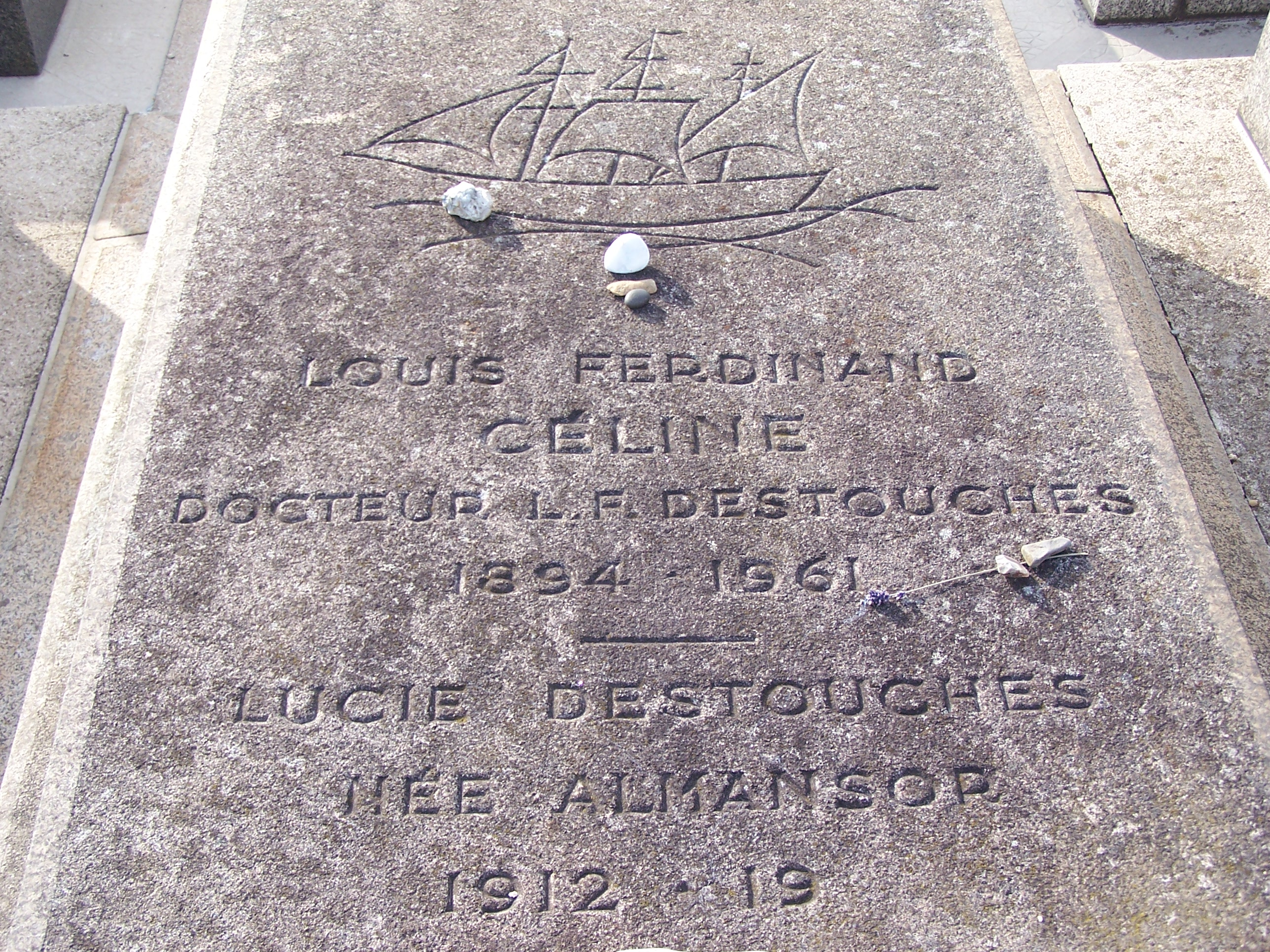
뫼동 롱레아주 묘지에 있는 셀린의 묘.

루이페르디낭 데투슈는 뤼세트 데투슈를 미망인으로 남긴 채 1961년 7월 1일 뫼동의 거처에서 뇌의 아테롬성 동맥경화증으로 추정되는 사인 — 다른 병리가 언급되기도 하나 —으로 인하여 사망했다. 셀린은 7월 4일 딸 로제 니미에, 마르셀 에메, 클로드 갈리마르, 막스 르볼, 장로제 코시몽, 르네 코시마, 뤼시앵 르바트, 기자 앙드레 알팡, 로제 그르니에가 참석한 가운데 뫼동 롱레아주(Longs-Réages) 묘지에 소박하게 매장되었다. 셀린이 거주하던 저택은 1968년 5월 파괴되며 셀린이 남긴 서한과 원고 역시 소멸되었다.

## 셀린의 문체
셀린 문학의 문체는 "문학 혁명"이라는 표현으로 자주 일컬어진다. 셀린은 당대 전통적인 소설의 내용에 셀린 자신이 "경음악"이라 부른 리듬과 조화가 협연된 새 바람을 불어넣었다. 친구인 장 폴과의 교류로 영향을 받은, 은어뿐 아니라 동시에 학술어, 일상어와 세련된 문체로 구성된 어휘는 빼어난 명석함을 이루며, 절망과 해학, 격렬함과 다정함, 문체의 혁명과 반발하는 실재 사이에서 동요한다. 문학 비평가 가에탕 피콩은 <여행>을 "인간이 지금껏 소리친 것들 가운데서 가장 참을 수 없었던 고함"이라 정의하기까지 한다.)
셀린의 문학적 자아, 페르디낭 바르다뮈의 유년기를 담은 작품인 <외상 죽음>이 발표된 1936년, 셀린의 문체는 더 과격하게 변해갔는데, 특히 짧은 문장들을 사용한다던지, 매우 자주 말줄임표(...)로 분리된 감탄사가 등장한다던지 하는 식의 형식적 변화를 보였다. 문어체와 구어체가 합쳐진 이 작법을 통하여 셀린은 감정(émotion)을 표현하고 유발하고자 하였으며, 이후로 발표된 그의 모든 소설에서 찾아볼 수 있다. <외상 죽음>의 발표는 대다수 비평가들을 당혹시켰다. 셀린은 자신의 청소년기 기억이 내포된 이 소설에서 혼란하고 반영웅적인, 그러면서 인간 조건의 익살스럽고 비극적인 심상을 보여준다. 그러나 이 책은 별 성공을 거두지 못했으며, <밤 끝으로의 여행>을 옹호한 이들에게서조차도 비판을 받았다. 시몬 드 보부아르는 (한참 이후인 1960년) 자신과 장폴 사르트르가 여기서 "친 파시스트적 태도를 보인 일부 사람들에 대하여 증오심에 가득찬 특정한 경멸"을 보았었다고 주장한 반면, <여행>을 찬탄한 엘리 포르는 셀린을 두고 "똥 속에서 꼼짝 못한다며" 평했다.

## 작품 목록

### 소설
- <밤 끝으로의 여행> Voyage au bout de la nuit, 파리, 드노엘 출판사, (1932)
  - 이형식 옮김, 『밤 끝으로의 여행』, 동문선 (2004). ISBN 978-89-8038-511-9.
  - 민희식 옮김, 『밤의 끝까지 여행을』, 명문당 (1993). ISBN 978-89-7270-121-7.
  - 민희식 옮김, 『밤의 끝까지 旅行을』, 家庭文庫社 (1977)
- <외상 죽음> Mort à crédit, 파리, 드노엘 & 스틸, (1936)
  - 이형식 옮김, 『외상죽음』, 중앙일보사 (1984)
- <꼭두각시 밴드> Guignol's Band, 파리, 드노엘, (1944)
- <전쟁> Casse-pipe, 파리, 샹브리앙 출판사, (1949)
- <다음 번을 위한 몽환극> Féerie pour une autre fois, 파리, 갈리마르 출판사, (1952)
- <노르망스 : 다음 번을 위한 몽환극 II> Normance : Féerie pour une autre fois II, 파리, 갈리마르, (1954)
- <성에서 성으로> D'un château l'autre, 파리, 갈리마르, (1957)
- <북쪽> Nord, 파리, 갈리마르, 1960
- <런던의 다리 / 꼭두각시 밴드 II> Le Pont de Londres / Guignol's Band II, 파리, 갈리마르, (1964)
- <리고동> Rigodon, 파리, 갈리마르, (1969)